# Йоганн Бернгард Базедов
Йо́ганн-Ге́нріх-Бе́рнгард Базе́дов (нім. Johann Bernhard Basedow; *1724—†1790) — німецький педагог, засновник педагогічної течії філантропізму. На зібрані кошти 1774 в м. Дессау відкрив «школу людинолюбства та добрих нравів» — філантропія. Учні поділялись на 3 основні групи:
- академісти — діти заможних батьків,
- педагогісти (майбутні вчителі) — з сімей середнього достатку і
- фамулянти — діти бідноти, яких готували для посад служників.

З педагогічних творів Базедова відомі
- «Звернення до друзів людства і заможних людей» (1768)
- «Методичний посібник для батьків і матерів родин і народів» (1770).